# Gary Oldman
Sir Gary Leonard Oldman (Londra, 21 marzo 1958) è un attore britannico.
Noto per la sua versatilità e lo stile di recitazione intenso, nel corso della sua carriera ha interpretato ruoli popolari come quello del Conte Dracula, nel film Dracula di Bram Stoker diretto da Francis Ford Coppola, di Sirius Black, nella serie cinematografica di Harry Potter, e di James Gordon, nella trilogia del cavaliere oscuro diretta da Christopher Nolan. Nel 1997 ha debuttato anche alla regia con il film Niente per bocca, per il quale ha vinto due premi BAFTA, rispettivamente nella sezione miglior film britannico e migliore sceneggiatura originale.
Nel 2018, grazie alla sua interpretazione di Winston Churchill nel film biografico L'ora più buia, si è aggiudicato il premio Oscar al miglior attore protagonista, il Golden Globe per il miglior attore in un film drammatico, il BAFTA al miglior attore protagonista, il Critics Choice Award al miglior attore e lo Screen Actors Guild Award per il miglior attore cinematografico. 
Ha inoltre ricevuto altre due candidature agli Oscar nella sezione miglior attore protagonista, per la sua interpretazione di George Smiley ne La talpa (2011) e di Herman J. Mankiewicz in Mank (2020).
I film in cui ha recitato hanno incassato oltre 11 miliardi di dollari in tutto il mondo, rendendolo uno degli attori più remunerati di sempre.

## Biografia
Nato a Londra, nella zona di New Cross, è figlio di Leonard e Kathleen Cheriton Oldman. Il padre, un saldatore che all'occorrenza diventava marinaio, era un forte bevitore e abbandonò la famiglia quando Gary aveva sette anni. Così il giovane Oldman è cresciuto con la madre e le due sorelle maggiori, una delle quali è Laila Morse (pseudonimo di Maureen Oldman) nata nell'agosto del 1945, anch'ella attrice.
Da principio ha un primo amore per la musica e, deciso a diventare pianista, impara da autodidatta a suonare il pianoforte; successivamente grazie all'incontro con Roger Williams si appassiona alla recitazione. A 15 anni, Gary diventa membro del Greenwich Young People's Theatre, e poco dopo lascia la scuola per andare a lavorare in un negozio di articoli sportivi. Il suo tempo libero però, è tutto dedicato alla recitazione, al pianoforte e alla lettura dei classici.
A 17 anni tenta di entrare alla Royal Academy of Dramatic Art di Londra, ma la sua domanda d'ammissione è respinta, e Gary, che non vuole rinunciare al suo sogno, si iscrive alla Rose Bruford School of Speech and Drama, nel Kent, dove ottiene una borsa di studio. Si diploma nel 1979. L'anno successivo, Gary Oldman è in tour in Europa e America del Sud con il Glasgow Citizen's Theatre, e presto comincia ad apparire in film prodotti dalla televisione britannica, tra i quali Meantime (1984) di Mike Leigh, nel ruolo dello skinhead Coxie.

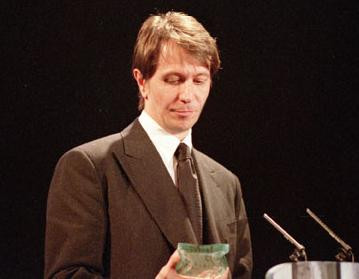
Gary Oldman nel 2000

Nel 1986 la giovane star del teatro inglese è accolta al Royal Court Theatre e nella Royal Shakespeare Company, e nello stesso anno debutta al cinema con Sid & Nancy, film biografico su Sid Vicious, ex-bassista del gruppo punk dei Sex Pistols, diretto da Alex Cox. È sulle tavole del Royal Court Theatre che conosce l'attrice Lesley Manville, che sposa nel 1987 ma da cui divorzia dopo soli due anni. In questi anni, il giovane Oldman si fa largo nelle produzioni indipendenti diventando uno dei nuovi volti del cinema britannico. Tra le sue interpretazioni più importanti del periodo, sono da ricordare: Prick Up - L'importanza di essere Joe (1987) di Stephen Frears, nel quale interpreta il commediografo Joe Orton, Ultimo stadio (1988) di Alan Clarke, nel quale fa la parte di un violento hooligan, e Legge criminale (1988), nel ruolo di un giovane avvocato.
Nel 1990 è protagonista al fianco dell'amico Tim Roth dell'adattamento al grande schermo dell'opera teatrale Rosencrantz e Guildenstern sono morti, vincitore del Leone d'oro al miglior film alla 47ª Mostra internazionale d'arte cinematografica di Venezia. Sempre nel 1990 è al fianco di Sean Penn e di Ed Harris in Stato di grazia di Phil Joanou, un ottimo gangster-movie accompagnato dalle musiche di Ennio Morricone. In questo periodo, Gary Oldman e altre giovani promesse del cinema britannico come Daniel Day-Lewis, Tim Roth, Colin Firth, Rupert Everett, Bruce Payne, Paul McGann e Spencer Leigh vengono etichettati come il Brit Pack.
Abile nel trasformare sia il suo corpo che il suo accento, dà vita sullo schermo a una vasta serie di personaggi, molti dei quali particolarmente "cattivi": Lee Harvey Oswald in JFK - Un caso ancora aperto (1991) di Oliver Stone, il Conte Dracula in Dracula di Bram Stoker (1992) di Francis Ford Coppola, il protettore Drexl Spivey in Una vita al massimo (1993) di Tony Scott, il poliziotto che si vende come informatore alla mafia in Triplo gioco (1993) di Peter Medak, il corrotto e tossicomane agente della DEA Norman Stansfield in Léon (1994) di Luc Besson e il sadico condirettore Milton Glenn ne L'isola dell'ingiustizia - Alcatraz (1995) di Marc Rocco.
Il camaleontico interprete si destreggia abilmente anche nell'interpretazione di personaggi realmente esistiti e di personaggi letterari, come in Amata immortale (1994) di Bernard Rose, nel quale interpreta il compositore tedesco Ludwig van Beethoven, ne La lettera scarlatta (1995) di Roland Joffé, nel quale interpreta il reverendo Arthur Dimmesdale e in Basquiat (1996), nel quale, attraverso il personaggio fittizio di Albert Milo, interpreta lo stesso regista del film, nonché pittore, Julian Schnabel. Oldman è apparso anche nel video dei Guns N' Roses Since I Don't Have You, primo singolo estratto dall'album The Spaghetti Incident? del 1993.
Gli anni novanta lo vedono protagonista non solo in veste di attore ma anche di produttore e regista. Fondata con Douglas Urbanski la casa di produzione SE8 Group (il nome deriva dal codice di avviamento postale dalla cittadina natale di Oldman) nel 1997, Oldman ha scritto e diretto Niente per bocca, un film pieno di elementi autobiografici, che ha fatto vincere alla protagonista Kathy Burke la Palma d'oro al Festival di Cannes. Sempre nel 1997 recita in due tra i maggiori incassi dell'anno: Air Force One, nel quale interpreta un terrorista russo che prende in ostaggio l'aereo presidenziale, al fianco di Harrison Ford, e Il quinto elemento, pellicola fantascientifica diretta da Luc Besson, nel quale interpreta un malvagio mercante d'armi. Il 1998 è invece l'anno di Lost in Space - Perduti nello spazio, nel quale recita al fianco del protagonista William Hurt. Nel 1999 lavora nel film televisivo Jesus, ultimo capitolo della serie Rai sulla Bibbia, dove ha il ruolo di Ponzio Pilato.

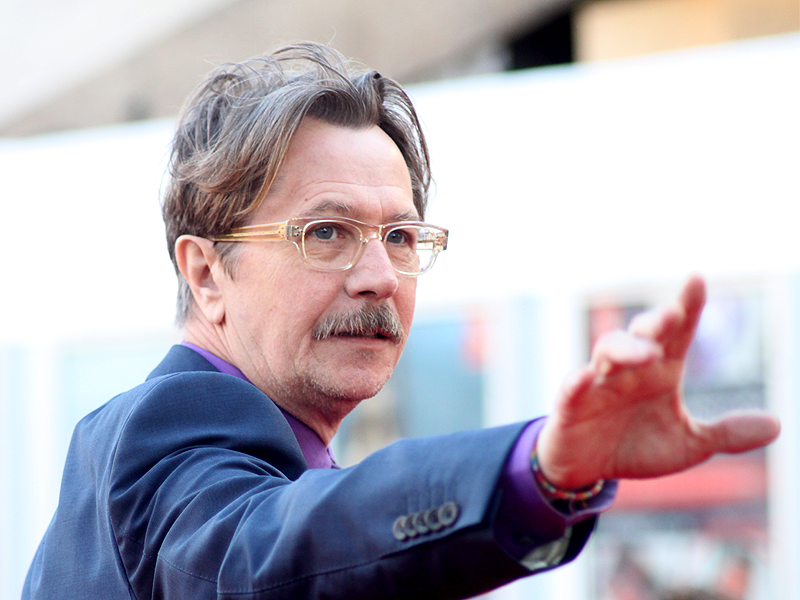
Gary Oldman a Londra per l'anteprima de La talpa (2011)

Nel 2000 è diretto da Ridley Scott in Hannibal, dove interpreta il ruolo di Mason Verger, un miliardario sfigurato, unica vittima sopravvissuta del dottor Hannibal Lecter, del quale intende vendicarsi, e nello stesso anno esce The Contender, film che riceve due candidature al premio Oscar. Nel 2002 recita nel generalmente ben accolto Interstate 60, film diretto da Bob Gale, e nel cortometraggio Beat The Devil della serie The Hire, nel ruolo del diavolo. Dopo alcuni anni passati recitando in piccole produzioni indipendenti (Tiptoes, Sin - Peccato mortale, Dead Fish), decisione presa in base alla volontà da parte dell'attore di passare più tempo con i suoi figli, Gary torna presto alla ribalta accettando ruoli sostanziosi in due dei franchise cinematografici più importanti dell'ultimo decennio.
Nel 2005 partecipa al film Batman Begins di Christopher Nolan nel ruolo del commissario James Gordon, capo dell'unità anti crimini della città di Gotham City e alleato di Batman, interpretato da Christian Bale. Contrariamente agli altri film, il James Gordon interpretato da Oldman è molto più giovane ed ha un rapporto fraterno con Batman, proprio come nel fumetto. Inizialmente la produzione fu contraria al destinare la parte a Oldman, poiché l'attore, in precedenza, aveva avuto ruoli quasi esclusivamente da "cattivo". In un'intervista Oldman rivelò di non aver mai letto niente di Batman, ma di aver apprezzato Nolan per i suoi precedenti lavori. L'attore ha successivamente ripreso il ruolo di James Gordon ne Il cavaliere oscuro, uscito nelle sale nel 2008, e ne Il cavaliere oscuro - Il ritorno, l'ultimo capitolo della trilogia uscito nel luglio 2012.
L'attore ha anche recitato nella saga cinematografica di Harry Potter, tratta dagli omonimi romanzi della scrittrice J. K. Rowling. Nei film Oldman interpreta Sirius Black, padrino del protagonista Harry Potter. Il suo personaggio compare a partire dal terzo film Harry Potter e il prigioniero di Azkaban e, successivamente, in Harry Potter e il calice di fuoco (in cui, però, ha semplicemente prestato la voce al volto di Sirius realizzato al computer in una sola scena), in Harry Potter e l'Ordine della Fenice ed infine nell'ultimo capitolo della serie Harry Potter e i Doni della Morte - Parte 2. Oldman ha rivelato che inizialmente aveva accettato la parte per problemi economici, ma in seguito è stato contento di aver partecipato alla saga cinematografica nel ruolo di Sirius Black. Inoltre suggerì alcune caratteristiche riguardo al personaggio, come ad esempio l'acconciatura, e nell'interpretarlo si ispirò a vari modelli come John Lennon e vari personaggi shakespeariani.
Nel 2006 viene diretto da Koldo Serra nel thriller The Backwoods - Prigionieri nel bosco, il quale vanta un cast internazionale composto da attori inglesi, spagnoli e francesi, e che presenta affinità con pellicole quali Cane di paglia e Un tranquillo weekend di paura. Nel 2009 è uno degli interpreti principali del film horror Il mai nato e recita ben tre parti in motion capture in A Christmas Carol di Robert Zemeckis. Nel 2010 recita al fianco di Denzel Washington nel film postapocalittico diretto dai fratelli Hughes, Codice Genesi, nella parte di Carnegie, un violento despota intenzionato a impossessarsi dell'ultima copia della Bibbia rimasta sulla Terra per suggestionare il popolo e assumerne il controllo.

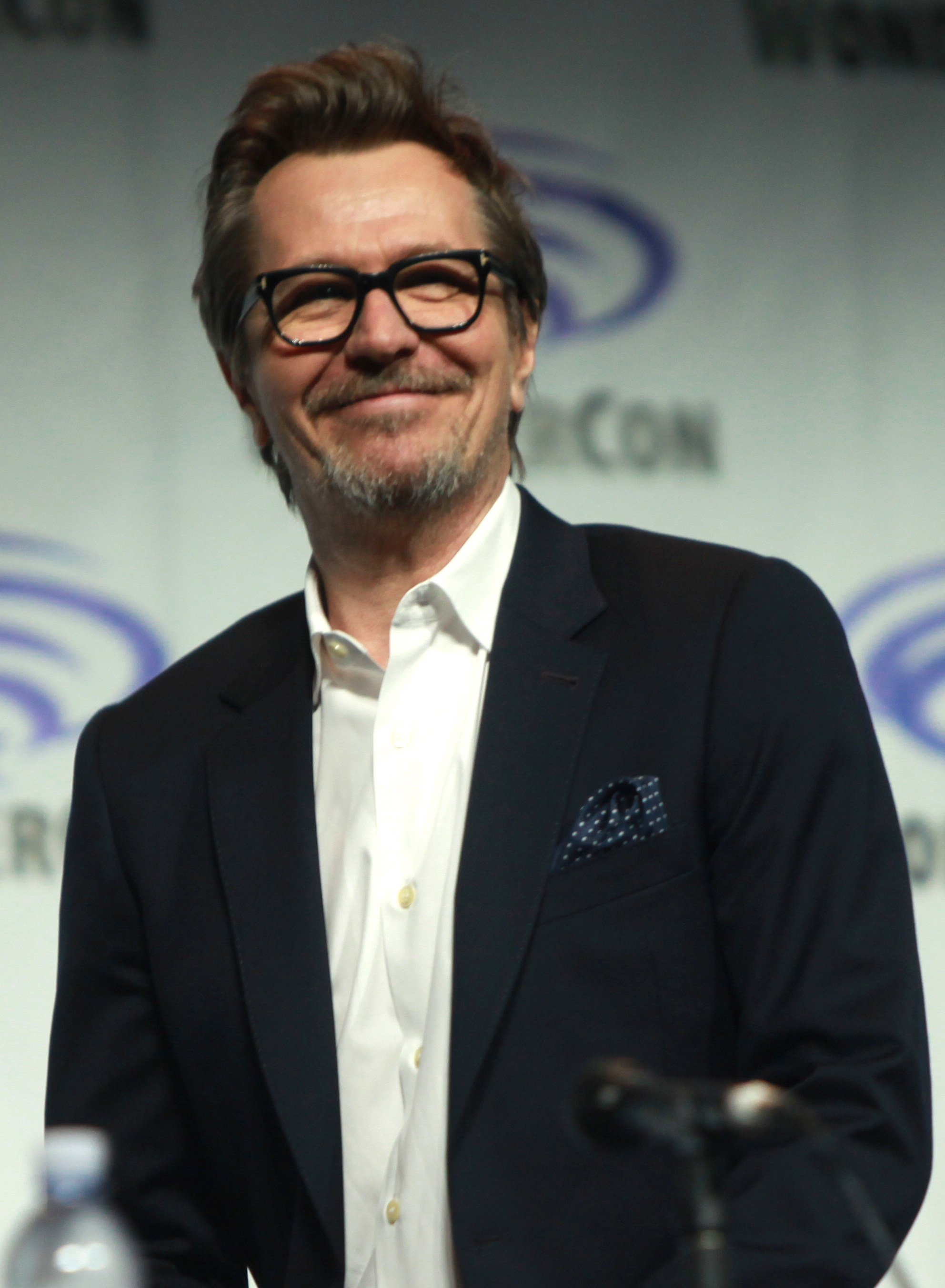
Gary Oldman nel 2014

Nel 2011 interpreta la parte di George Smiley, un agente dell'MI6 britannico protagonista di molti romanzi di John le Carré, nel film inglese La talpa, ruolo che gli vale la sua prima nomination ai Premi Oscar 2012 come miglior attore protagonista. Questo ruolo, grazie al quale vince numerosi premi e viene elogiato unanimemente dalla critica internazionale, lo consacra definitivamente nell'olimpo dei più grandi attori contemporanei. Nel 2012 recita una parte nel film di John Hillcoat, Lawless, in mezzo a un cast composto da Tom Hardy, Shia LaBeouf, Jessica Chastain, Mia Wasikowska, Jason Clarke e Guy Pearce. Nel 2017 è nel cast del buddy movie, diretto da Patrick Hughes, Come ti ammazzo il bodyguard, insieme a Ryan Reynolds, Samuel L. Jackson, Salma Hayek, Joaquim de Almeida ed Élodie Yung.
Sempre nel 2017 venne scelto per interpretare Winston Churchill in L'ora più buia. Sul set Oldman passò 200 ore al trucco per "trasformarsi" nell'ex primo ministro britannico, oltre a causarsi un'intossicazione da nicotina a causa dei 400 sigari fumati durante le riprese e che portarono un aumento al budget del film di circa 20.000 dollari. Tale interpretazione, considerata una delle migliori della sua carriera, è stata unanimemente lodata dalla critica e Oldman ha conquistato praticamente tutti i principali premi del circuito cinematografico del 2018, tra cui l'Oscar al miglior attore, il Golden Globe per il miglior attore in un film drammatico, il BAFTA al miglior attore protagonista, lo Screen Actors Guild Award per il miglior attore cinematografico, il Critics' Choice Award al miglior attore e il Satellite Award per il miglior attore. Importante è stata per la sua partecipazione al film la presenza del truccatore Kazuhiro Tsuji, che Oldman aveva richiesto quasi come condicio sine qua non.
Nel 2023 interpreta il presidente americano Harry S. Truman nel kolossal Oppenheimer di Christopher Nolan, mentre nel 2024 è tra i protagonisti del film di Paolo Sorrentino, Parthenope, in concorso al Festival di Cannes.

## Vita privata
Nel 1987 ha sposato l'attrice Lesley Manville da cui ha avuto un figlio, Alfie. Pochi mesi dopo la nascita del figlio i due hanno divorziato. Sul set del film Henry & June, Oldman ha conosciuto l'attrice Uma Thurman; i due si sono sposati nel 1990 e hanno divorziato due anni dopo. Dal 1994 al 1996 ha avuto una relazione sentimentale con l'attrice Isabella Rossellini, incontrata sul set di Amata immortale.
Nel 1995 si è sottoposto a una cura disintossicante, e nello stesso anno ha conosciuto la fotografa e modella Donya Fiorentino. I due si sono sposati il 16 febbraio 1997 ed il 20 agosto è nato il loro primogenito, Gulliver Flynn, mentre l'11 febbraio 1999 il loro secondo figlio Charles John. Il 13 aprile 2001 viene ufficializzato il divorzio della coppia. Dal 31 dicembre 2008 al gennaio 2015 Oldman è stato sposato con la cantante inglese jazz Alexandra Edenborough. Nell'agosto 2017 ha sposato la scrittrice e curatrice d'arte Gisele Schmidt.
Oldman era amico del cantautore britannico David Bowie. Tra le varie collaborazioni nel corso degli anni, Oldman ha registrato con lui le canzoni You've Been Around e The King of Stamford Hill per l'album del chitarrista Reeves Gabrels del 1995, Sacred Squall of Now, e ha interpretato un sacerdote nel videoclip di The Next Day, brano tratto dall'omonimo album di Bowie del 2013,. Bowie muore il 10 gennaio 2016 e Oldman, il 24 febbraio, sale sul palco dei Brit Awards per ricordarlo.

## Filmografia

### Attore

#### Cinema
- Remembrance, regia di Colin Gregg (1982)
- Honest, Decent and True, regia di Les Blair (1986)
- Sid & Nancy, regia di Alex Cox (1986)
- Prick Up - L'importanza di essere Joe (Prick Up Your Ears), regia di Stephen Frears (1987)
- Mille pezzi di un delirio (Track 29), regia di Nicolas Roeg (1988)
- Ultimo stadio (The Firm), regia di Alan Clarke (1988)
- Legge criminale (Criminal Law), regia di Martin Campbell (1988)
- Il più grande bene del mondo (We Think the World of You), regia di Colin Gregg (1988)
- Doppio inferno (Chattahoochee), regia di Mick Jackson (1989)
- Rosencrantz e Guildenstern sono morti (Rosencrantz and Guildenstern Are Dead), regia di Tom Stoppard (1990)
- Stato di grazia (State of Grace), regia di Phil Joanou (1990)
- Henry & June, regia di Philip Kaufman (1990)
- Heading Home, regia di David Hare (1991)
- JFK - Un caso ancora aperto (JFK), regia di Oliver Stone (1991)
- Dracula di Bram Stoker (Bram Stoker's Dracula), regia di Francis Ford Coppola (1992)
- Una vita al massimo (True Romance), regia di Tony Scott (1993)
- Triplo gioco (Romeo Is Bleeding), regia di Peter Medak (1993)
- Léon, regia di Luc Besson (1994)
- Amata immortale (Immortal Beloved), regia di Bernard Rose (1994)
- L'isola dell'ingiustizia - Alcatraz (Murder in the First), regia di Marc Rocco (1995)
- La lettera scarlatta (The Scarlet Letter), regia di Roland Joffé (1995)
- Basquiat, regia di Julian Schnabel (1996)
- Il quinto elemento (Le cinquième element), regia di Luc Besson (1997)
- Air Force One, regia di Wolfgang Petersen (1997)
- Lost in Space - Perduti nello spazio (Lost in Space), regia di Stephen Hopkins (1998)
- The Contender, regia di Rod Lurie (2000)
- Nobody's Baby, regia di David Seltzer (2001)
- Hannibal, regia di Ridley Scott (2001)
- Interstate 60, regia di Bob Gale (2002)
- Strada per l'inferno (Beat the Devil), regia di Tony Scott – cortometraggio (2002)
- Tiptoes, regia di Matthew Bright (2003)
- Sin - Peccato mortale (Sin), regia di Michael Stevens (2003)
- Harry Potter e il prigioniero di Azkaban (Harry Potter and the Prisoner of Azkaban), regia di Alfonso Cuarón (2004)
- Who's Kyle?, regia di Gerald Emerick (2004)
- Batman Begins, regia di Christopher Nolan (2005)
- Dead Fish, regia di Charley Stadler (2005)
- Harry Potter e il calice di fuoco (Harry Potter and the Goblet of Fire), regia di Mike Newell (2005)
- The Backwoods - Prigionieri nel bosco (Bosque de sombras), regia di Koldo Serra (2006)
- Harry Potter e l'Ordine della Fenice (Harry Potter and the Order of the Phoenix), regia di David Yates (2007)
- Il cavaliere oscuro (The Dark Knight), regia di Christopher Nolan (2008)
- Il mai nato (The Unborn), regia di David S. Goyer (2009)
- Rain Fall, regia di Max Mannix (2009)
- A Christmas Carol, regia di Robert Zemeckis (2009)[28]
- Codice Genesi (The Book of Eli), regia di Albert e Allen Hughes (2010)
- Cappuccetto rosso sangue (Red Riding Hood), regia di Catherine Hardwicke (2011)
- Harry Potter e i Doni della Morte - Parte 2 (Harry Potter and the Deathly Hallows - Part 2), regia di David Yates (2011)
- La talpa (Tinker, Tailor, Soldier, Spy), regia di Tomas Alfredson (2011)
- Il cavaliere oscuro - Il ritorno (The Dark Knight Rises), regia di Christopher Nolan (2012)
- La truffa perfetta (Guns, Girls and Gambling), regia di Michael Winnick (2012)
- Lawless, regia di John Hillcoat (2012)
- Il potere dei soldi (Paranoia), regia di Robert Luketic (2013)
- RoboCop, regia di José Padilha (2014)
- Apes Revolution - Il pianeta delle scimmie (Dawn of the Planet of the Apes), regia di Matt Reeves (2014)
- Child 44 - Il bambino n. 44 (Child 44), regia di Daniel Espinosa (2015)
- Man Down, regia di Dito Montiel (2015)
- Criminal, regia di Ariel Vromen (2016)
- Lo spazio che ci unisce (The Space Between Us), regia di Peter Chelsom (2016)
- Come ti ammazzo il bodyguard (The Hitman's Bodyguard), regia di Patrick Hughes (2017)
- L'ora più buia (Darkest Hour), regia di Joe Wright (2017)
- Hunter Killer - Caccia negli abissi (Hunter Killer), regia di Donovan Marsh (2018)
- Killers Anonymous, regia di Martin Owen (2019)
- Panama Papers (The Laundromat), regia di Steven Soderbergh (2019)
- The Courier, regia di Zackary Adler (2019)
- Mary, regia di Mike Goi (2019)
- Mank, regia di David Fincher (2020)
- Confini e dipendenze (Crisis), regia di Nicholas Jarecki (2021)
- La donna alla finestra (The Woman in the Window), regia di Joe Wright (2021)
- Oppenheimer, regia di Christopher Nolan (2023)
- Parthenope, regia di Paolo Sorrentino (2024)

#### Televisione
- Meantime, regia di Mike Leigh – film TV (1984)
- Dramarama – serie TV, episodio 2x10 (1984)
- Morgan's Boy – serie TV, 4 episodi (1984)
- Summer Season – serie TV, episodio 1x02 (1985)
- California – serie TV, episodio 11x04 (1989)
- Fallen Angels – serie TV, 1 episodio (1993)
- Tracey Takes On... – serie TV, episodio 4x04 (1999)
- Jesus, regia di Roger Young – miniserie TV (1999)
- Friends – serie TV, episodi 7x23-7x24 (2001)
- Harry Potter 20º anniversario - Ritorno a Hogwarts (Harry Potter 20th Anniversary: Return to Hogwarts), regia di Eran Creevy, Joe Pearlman, Giorgio Testi – film TV (2022)
- Slow Horses – serie TV, 18 episodi (2022-)

### Regista
- Niente per bocca (Nil by Mouth) (1997)

### Produttore
- Niente per bocca (Nil by Mouth) (1997)
- Plunkett & Macleane (1999)
- The Contender (2000)
- Nobody's Baby (2001)

### Sceneggiatore
- Niente per bocca (Nil by Mouth) (1997)

### Doppiatore
- Bram Stoker's Dracula (pinball) (1993)
- La spada magica - Alla ricerca di Camelot (Quest for Camelot), regia di Frederik Du Chau (1998)
- The Fifth Element – videogioco (1998)
- Medal of Honor: Allied Assault – videogioco (2003)
- True Crime: Streets of LA – videogioco (2003)
- The Legend of Spyro: A New Beginning – videogioco (2006)
- The Legend of Spyro: The Eternal Night – videogioco (2007)
- The Legend of Spyro: L'alba del drago – videogioco (2008)
- Call of Duty: World at War – videogioco (2008)
- Planet 51, regia di Jorge Blanco, Javier Abad e Marcos Martínez (2009)
- Call of Duty: Black Ops – videogioco (2010)
- Kung Fu Panda 2, regia di Jennifer Yuh (2011)
- Call of Duty: Black Ops II – videogioco (2012)
- LEGO Dimensions (Lord Vortech) – videogioco (2015)
- Star Citizen[29] (Squadron 42) – videogioco (2017)
- Tau, regia di Federico D'Alessandro (2018)

## Teatro
- Ella si umilia per vincere, di Oliver Goldsmith, regia di Michael Winter. Theatre Royal di York (1979)
- Summit Conference, di Robert David MacDonald, regia di Philip Prowse. Lyric Theatre di Londra (1982)
- The Pope's Wedding, di Edward Bond, regia di Max Stafford-Clark. Royal Court Theatre di Londra (1984)
- Saved, di Edward Bond, regia di Danny Boyle. Royal Court Theatre di Londra (1984)
- The Desert Air, di Nicholas Wright, regia di Adrian Noble. Barbican Center di Londra (1985)
- The Tin Can People, di Edward Bond, regia di Nick Hamm. Pit di Londra (1985)
- Red Black and Ignorant, di Edward Bond, regia di Nick Hamm. Pit di Londra (1985)
- Great Place, di Edward Bond, regia di Nick Hamm. Royal Court Theatre di Londra (1985)
- Abel and Cain, di Francis Wymdham, regia di Howerd Daley. Almeida Theatre di Londra (1985)
- Donne attente alle donne, di Thomas Middleton, regia di William Gaskill. Royal Court Theatre di Londra (1986)
- Real Dreams, di Trevor Griffiths, regia di Ron Daniels. Pit di Londra (1986)
- Il calapranzi, di Harold Pinter, regia di Adrian Dunbar. Almeida Theatre di Londra (1986)
- Serious Money, di Caryl Churchill, regia di Max Stafford-Clark. Royal Court Theatre e Wyndham's Theatre di Londra (1987)

## Riconoscimenti
- Premio Oscar
  - 2012 – Candidatura al miglior attore protagonista per La talpa
  - 2018 – Miglior attore protagonista per L'ora più buia[17][30]
  - 2021 – Candidatura al miglior attore protagonista per Mank[31]
- Golden Globe
  - 2018 – Miglior attore in un film drammatico per L'ora più buia[18]
  - 2021 – Candidatura al miglior attore in un film drammatico per Mank[32]
  - 2024 – Candidatura al miglior attore in una serie drammatica per Slow Horses
- Premio Emmy
  - 2001 – Candidatura la miglior guest star in una serie comica o commedia per Friends
- British Academy of Film and Television Arts
  - 1988 – Candidatura al miglior attore protagonista per Prick Up - L'importanza di essere Joe
  - 1998 – Miglior sceneggiatura originale per Niente per bocca
  - 1998 – Miglior film britannico per Niente per bocca
  - 2012 – Candidatura al miglior attore protagonista per La talpa
  - 2018 – Miglior attore protagonista per L'ora più buia[19]
- Satellite Award
  - 2011 – Candidatura al miglior attore per La talpa
  - 2018 – Miglior attore per L'ora più buia[22]
- Screen Actors Guild Awards
  - 2001 – Candidatura al miglior attore non protagonista cinematografico per The Contender
  - 2018 – Miglior attore cinematografico per L'ora più buia[20][33]
  - 2021 – Candidatura al miglior attore cinematografico per Mank[34]
- Critics' Choice Awards
  - 2001 – Alan J. Pakula Award per The Contender
  - 2008 – Candidatura al miglior cast corale per Il cavaliere oscuro
  - 2018 – Miglior attore per L'ora più buia
  - 2021 – Candidatura al miglior attore per Mank
- Festival di Cannes
  - 1997 – Candidatura alla Palma d'oro per Niente per bocca
- MTV Movie Awards
  - 1993 – Candidatura al miglior bacio per Dracula di Bram Stoker
  - 1998 – Candidatura al miglior cattivo per Air Force One
  - 1998 – Candidatura al miglior combattimento per Air Force One
- People's Choice Award
  - 2009 – Miglior cast cinematografico per Il cavaliere oscuro

## Doppiatori italiani
Nelle versioni in italiano delle opere in cui ha recitato, Gary Oldman è stato doppiato da:
- Angelo Maggi in Tiptoes, Il cavaliere oscuro, Il mai nato, Il cavaliere oscuro - Il ritorno, Lawless, RoboCop, Apes Revolution - Il pianeta delle scimmie, Hunter Killer - Caccia negli abissi, Confini e dipendenze, La donna alla finestra, Slow Horses
- Nino Prester in Friends, Basquiat, Lost in Space - Perduti nello spazio, Jesus, The Contender, Hannibal (entrambi i doppiaggi), The Hire, Interstate 60, Sin - Peccato mortale
- Massimo Lodolo in Una vita al massimo, Air Force One, Codice Genesi, Lo spazio che ci unisce, Lo scandalo Weinstein, The Courier, Oppenheimer
- Massimo Venturiello in Harry Potter e il prigioniero di Azkaban, Batman Begins, Harry Potter e il calice di fuoco, Harry Potter e l'Ordine della Fenice, Cappuccetto rosso sangue, Il potere dei soldi, Harry Potter 20º anniversario - Ritorno a Hogwarts
- Roberto Pedicini in Prick Up - L'importanza di essere Joe, Ultimo stadio, Triplo gioco
- Stefano Benassi in Rosencrantz e Guildenstern sono morti, L'isola dell'ingiustizia - Alcatraz, La lettera scarlatta
- Stefano De Sando ne La talpa, L'ora più buia, Mank
- Tonino Accolla in Léon, Il quinto elemento
- Marco Mete in Criminal, Come ti ammazzo il bodyguard
- Claudio Sorrentino in Sid & Nancy
- Alberto Caneva in Mille pezzi di un delirio
- Massimo Giuliani in Legge criminale
- Carlo Valli in Stato di grazia
- Enrico Di Troia in JFK - Un caso ancora aperto
- Dario Penne in Dracula di Bram Stoker
- Luca Ward in Fallen Angels
- Gino La Monica in Amata immortale
- Pierluigi Astore in The Backwoods - Prigionieri nel bosco
- Pasquale Anselmo in Harry Potter e i Doni della Morte - Parte 2
- Sergio Di Giulio ne La truffa perfetta
- Paolo Buglioni in Child 44 - Il bambino n. 44
- Oliviero Corbetta in Killers Anonymous
- Ennio Coltorti in Panama Papers
- Federico Zanandrea in Sid & Nancy (ridoppiaggio)
- Vittorio De Angelis in Legge criminale (ridoppiaggio)
- Roberto Benfenati in Triplo gioco (ridoppiaggio)

Da doppiatore è sostituito da:
- Massimo Lodolo in Kung Fu Panda 2, Tau
- Massimo Corvo in La spada magica - Alla ricerca di Camelot
- Loris Loddi in A Christmas Carol (Bob Cratchit)[35]
- Carlo Valli in A Christmas Carol (Jacob Marley)[35]
- Rodolfo Bianchi in Planet 51
- Claudio Moneta in Call of Duty: Black Ops
- Daniele Ornatelli in LEGO Dimensions